# Henry William Pickersgill
Pour les articles homonymes, voir Pickersgill.
Henry William Pickersgill (3 décembre 1782 – 21 avril 1875) est un peintre britannique spécialisé dans les portraits. Il est Académicien Royal pendant près de 50 ans et réalise des peintures de très nombreuses personnalités notables de son temps.

## Biographie
Né à Londres en 1782, Pickersgill est adopté dans sa jeunesse par Mr Hall, un fabricant de soie de Spitalfields, un quartier de la capitale anglaise. Celui-ci finance les études de Pickersgill et le fait intégrer l'entreprise familiale. Toutefois, lorsque la guerre franco-britannique consécutive à la Troisième Coalition cause des difficultés dans les affaires commerciales, Pickersgill choisit de faire de son talent pour la peinture un métier.
Il étudie l'art et fait son apprentissage de la peinture auprès du peintre George Arnald entre 1802 et 1805 avant d'intégrer l'école de la Royal Academy en novembre 1805,.
Les premiers sujets de ses tableaux sont variés et comprennent des paysages ainsi que des thèmes historiques et classiques, mais il finit par faire des portraits sa spécialité. Sa première exposition à la Royal Academy est un portrait de son bienfaiteur Mr Hall, et durant sa vie il présente 384 peintures à l'Académie. En novembre 1822, il est élu membre associé de la Royal Academy avant de devenir membre à plein temps en février 1826.
Pickersgill est l'un des portraitistes éminent de son époque. William Wordsworth, George Stephenson, Jeremy Bentham, Elizabeth Barrett Browning, Lord Nelson, le Duc de Wellington et Michael Faraday sont parmi les personnalités éminentes qui posent pour lui. En 1816, il réalise notamment un tableau célèbre de l'écrivain James Silk Buckingham et sa femme Elizabeth en costume arabe, reflétant les propres voyages de Buckingham à l'Est ainsi que l'attrait à l'époque pour l'Orient.
La National Portrait Gallery de Londres possède plus de 50 des portraits peints par Pickersgill, dont 16 peintures à l'huile originales et 35 gravures réalisées d'après ses toiles, ainsi que quelques portraits de Pickersgill réalisés par d'autres artistes.
À partir de 1856 et jusqu'en 1864, il est bibliothécaire de la Royal Academy. Il quitte cette institution et son poste en décembre 1872, et meurt trois ans plus tard; en 1875, dans sa maison de Blandford Square à Londres à l'âge de 92 ans.
Le frère de Pickersgill, Richard, son fils Henry Hall et son neveu Frederick Richard Pickersgill sont également des peintres. Sa femme publie en 1827 un livre de poésie intitulé Comtes du Harem (Tales of the Harem).
Dans son testament Pickersgill fait un legs à la Royal National Lifeboat Institution (Institution royale nationale des bateaux de sauvetage). Un bateau de sauvetage dénommé  Henry William Pickersgill R.A., qui dessert la base navale de Douvres entre 1878 et 1888, est financé grâce à ce legs.

## Galerie de portraits

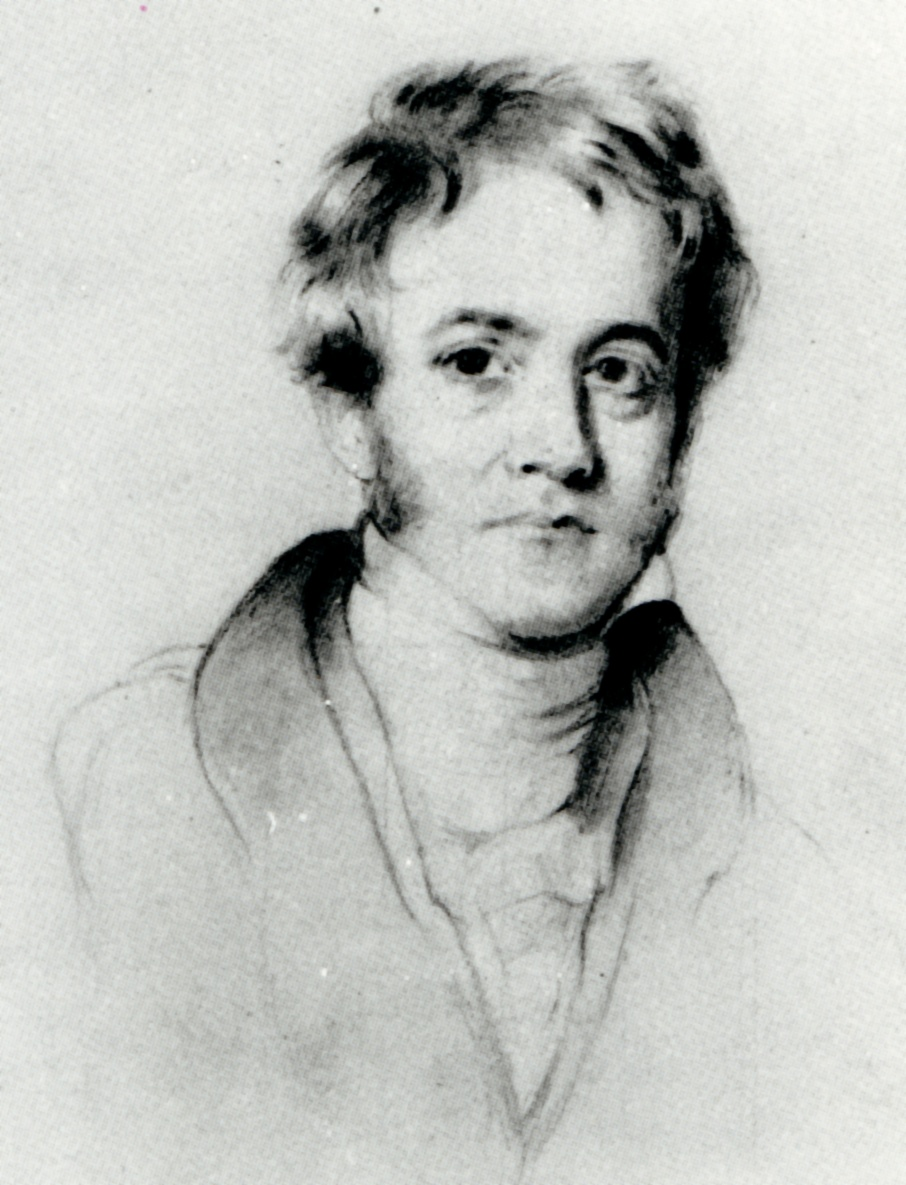
Sir John Herschel, vers 1835, National Portrait Gallery, Londres.
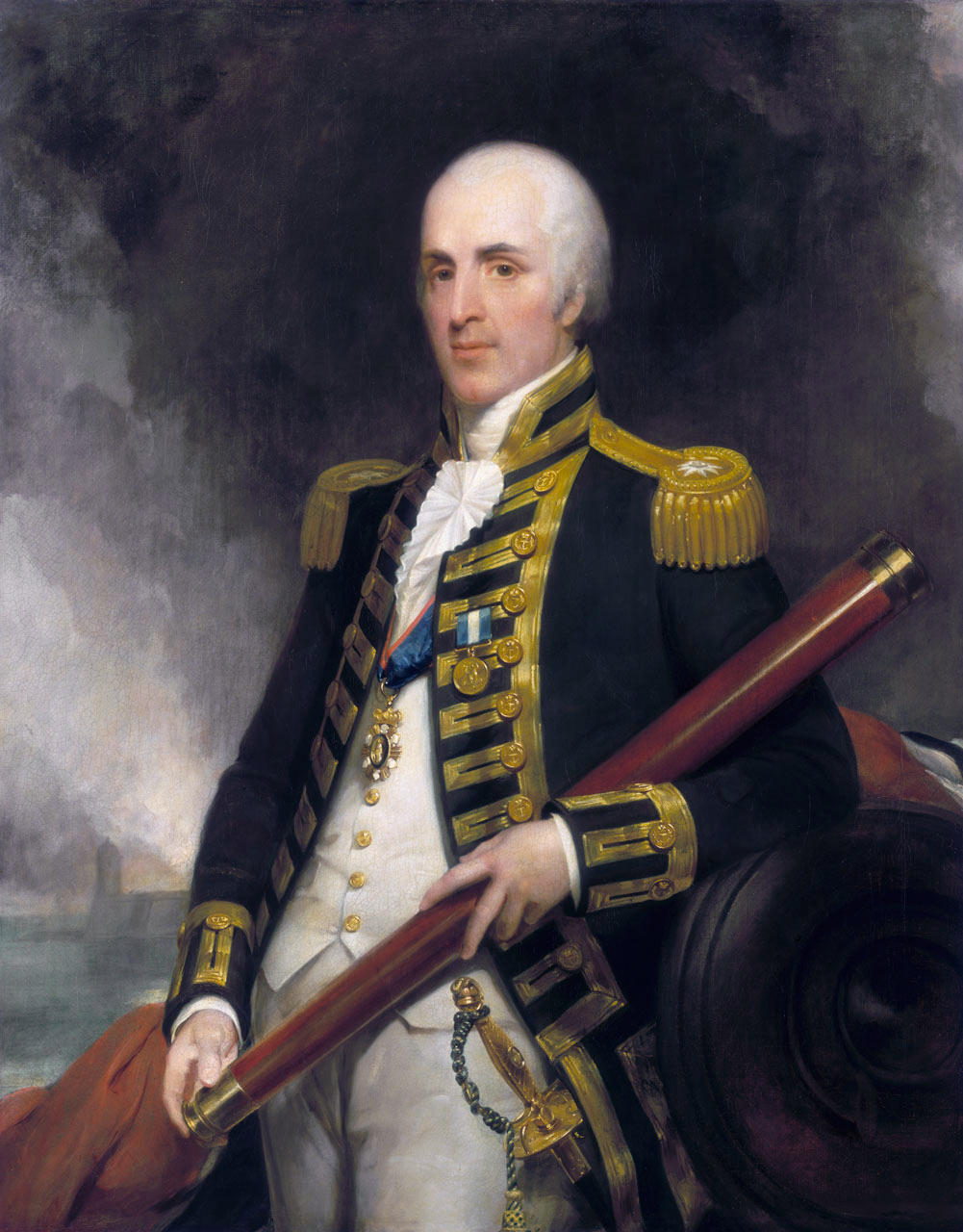
Amiral Alexander John Ball (1757-1809), entre 1805 et 1809.
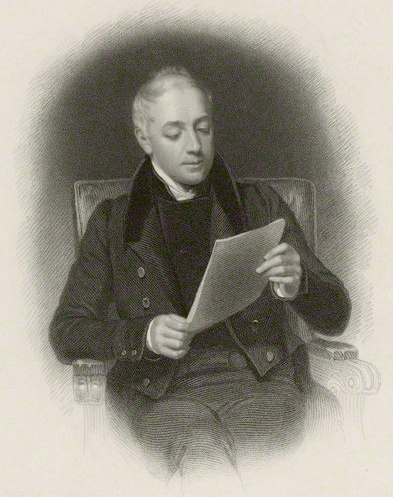
John Murray (en), 1837, National Portrait Gallery, Londres.
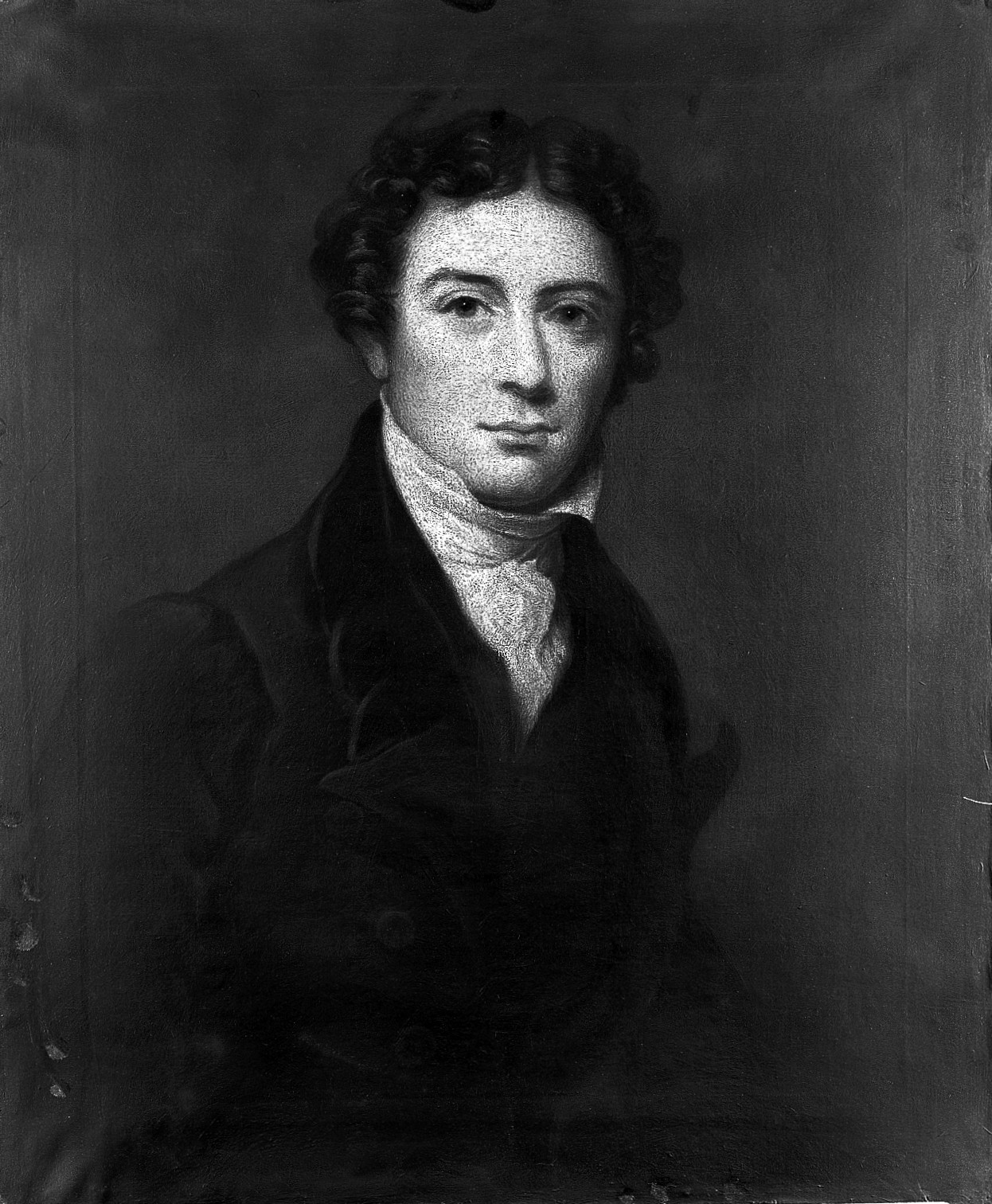
Michael Faraday. Huile sur toile, d'après Henry William Wellcome, Bibliothèque Wellcome, Londres.
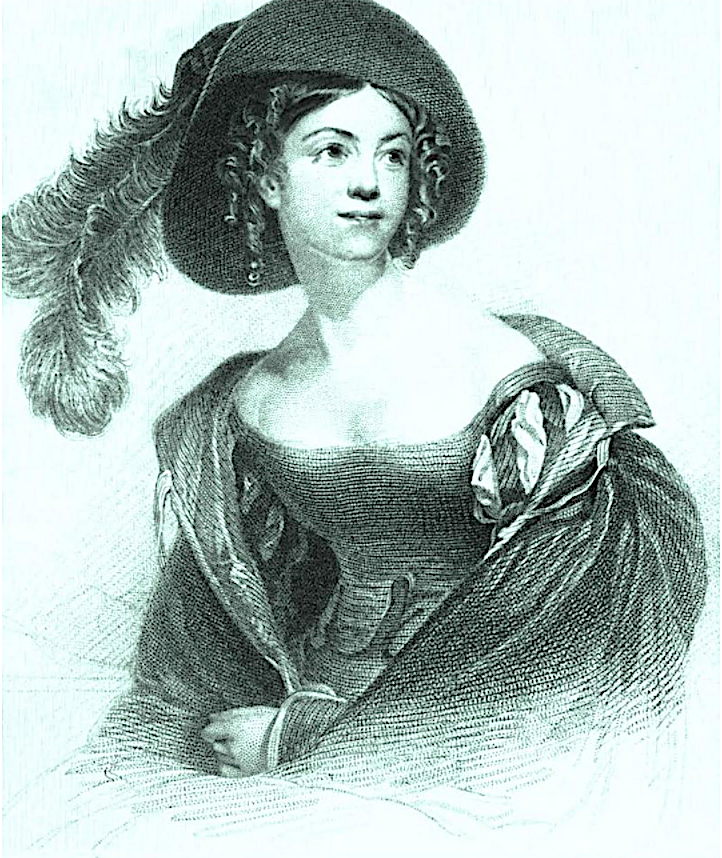
Letitia Elizabeth Landon, 1852, dessinateur: Henry William Pickersgill - graveur: D. H. Robinson.
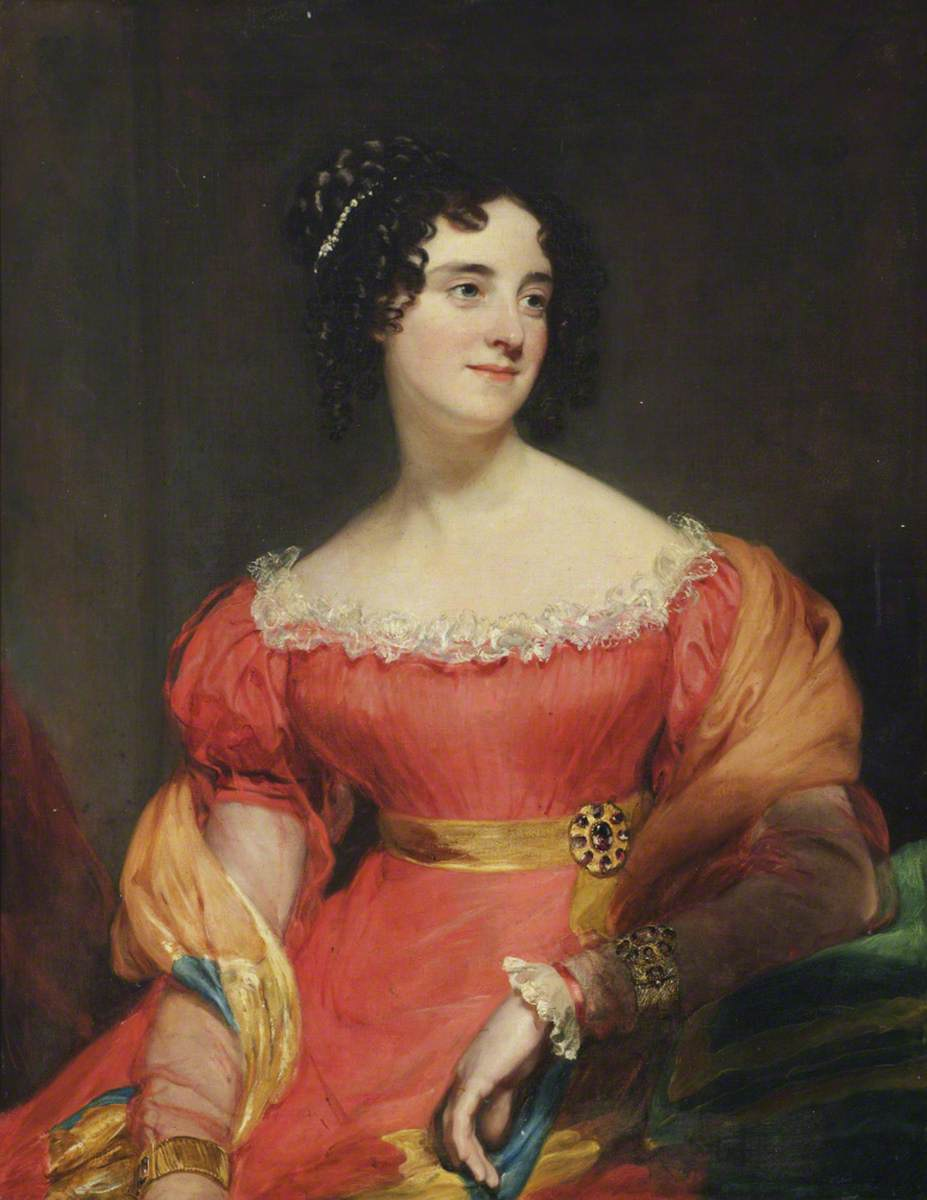
Georgiana Carolina Dashwood (1796–1835), Lady Hastings, 1826, National Trust.
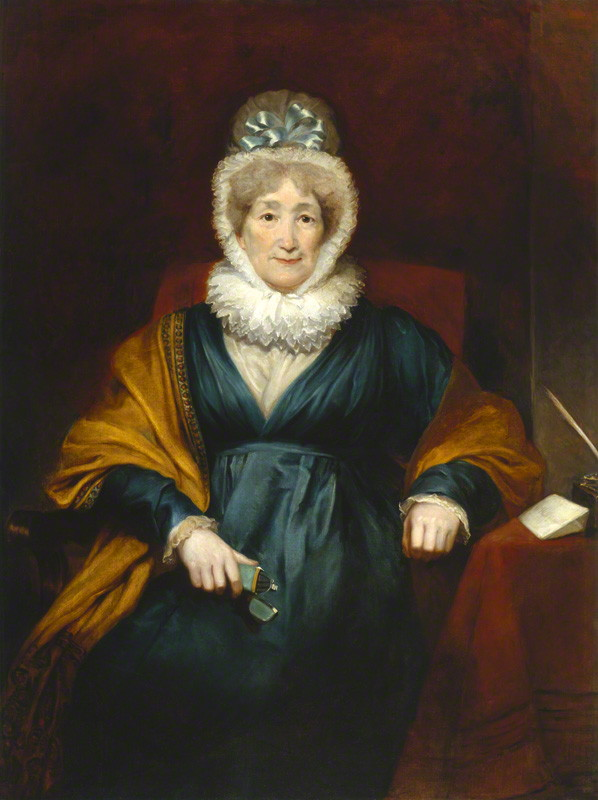
Hannah More, 1821, National Portrait Gallery, Londres.
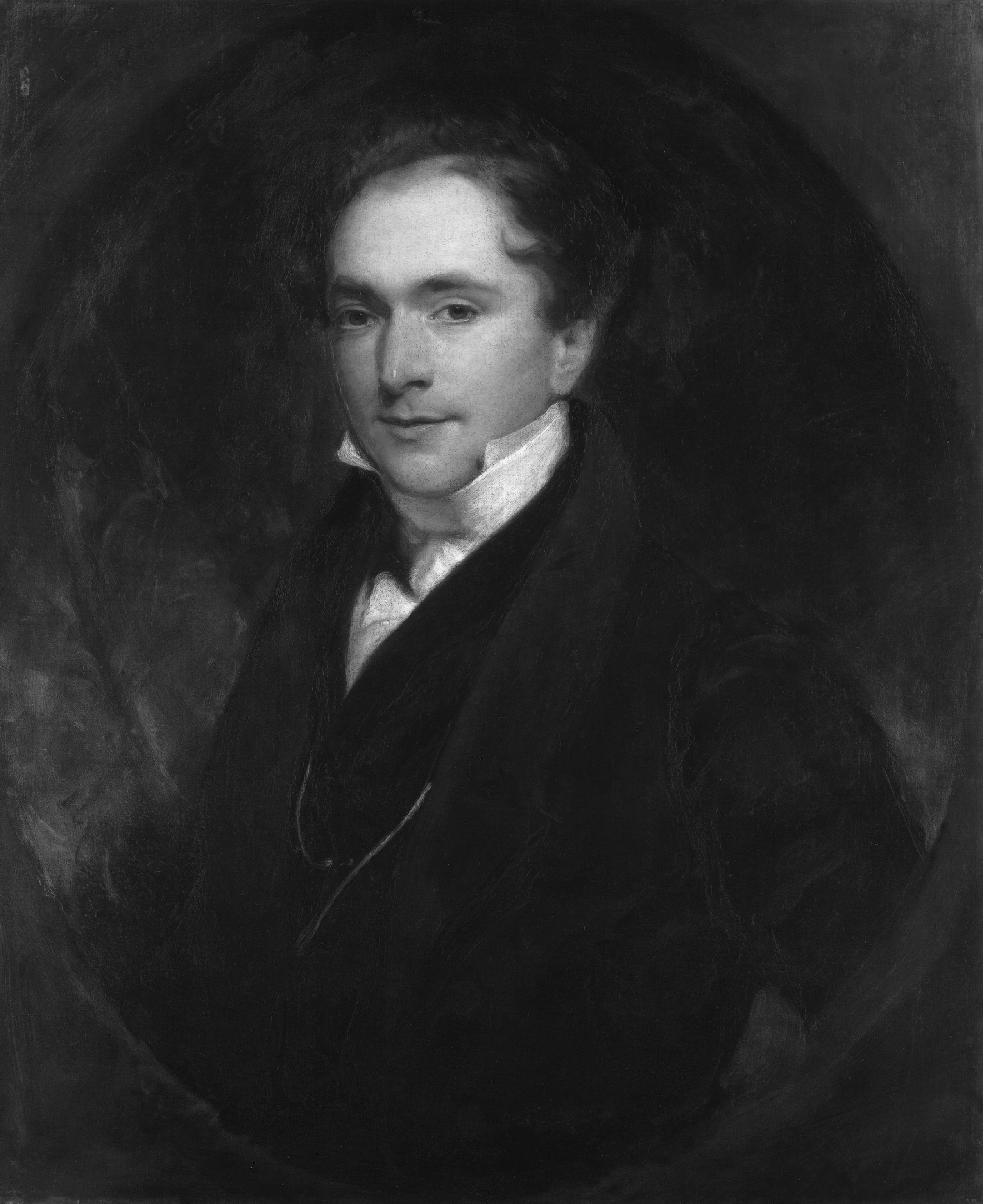
John Poole, date inconnue, National Portrait Gallery, Londres.
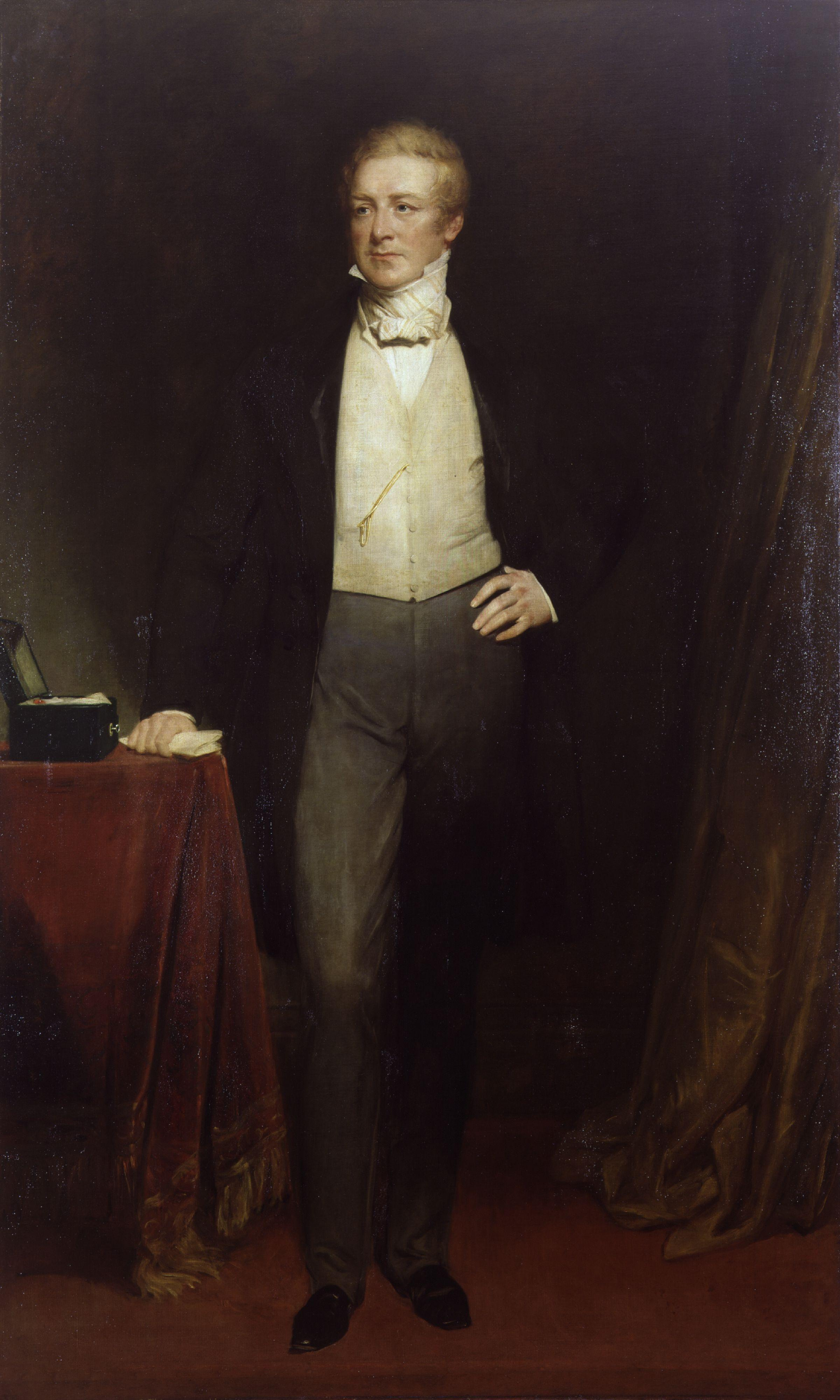
Sir Robert Peel, date inconnue, huile sur toile, National Portrait Gallery, Londres.
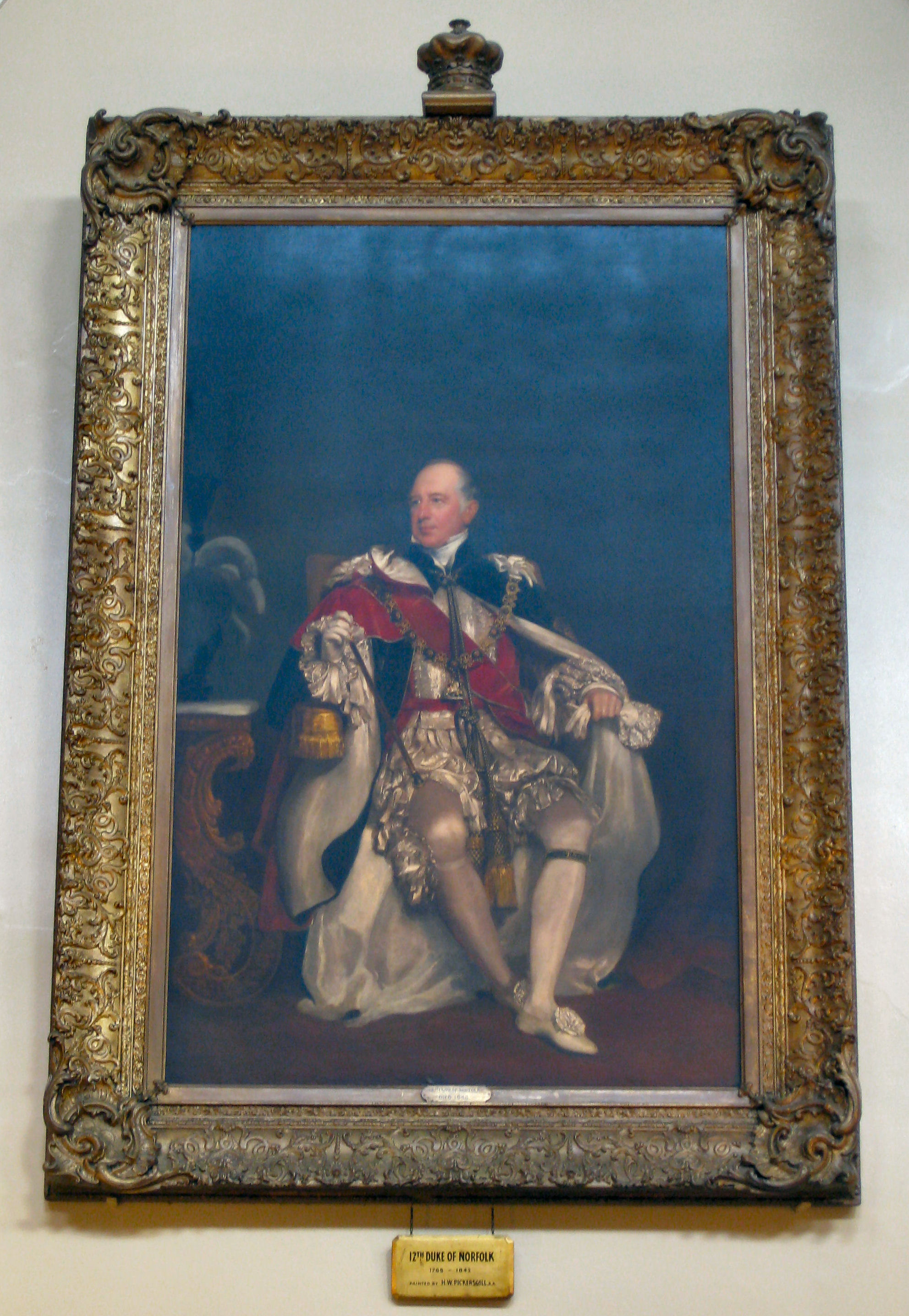
Bernard Howard, Duc de Norfolk, vers 1832, Cutler's Hall, Sheffield.
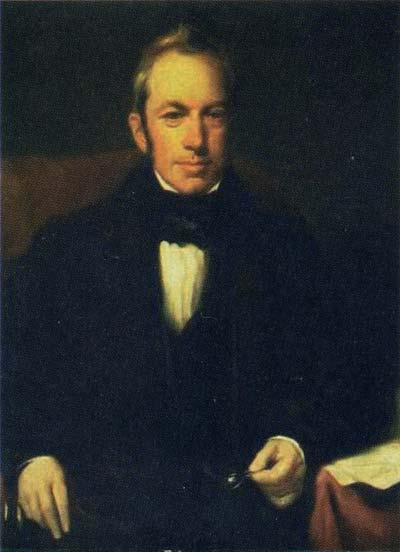
Portrait de Robert Brown le botaniste, 1864, Bibliothèque nationale australienne.